# Callistopora agassizii
Callistopora agassizii is een mosdiertjessoort uit de familie van de Cribrilinidae. De wetenschappelijke naam van de soort is, als Membraniporella agassizii, voor het eerst geldig gepubliceerd in 1873 door Smitt.